# Cẩm Trung (phường)
Cẩm Trung là một phường thuộc khu vực trung tâm thành phố Cẩm Phả, tỉnh Quảng Ninh, Việt Nam. Phía Bắc phường là địa hình đồi núi, trong khi đó phía Nam giáp biển và tập trung phần lớn cư dân toàn phường.

## Địa lý
Diện tích phường Cẩm Trung năm 2016 đạt 5,07 km², là một phường có diện tích lớn và tầm quan trọng trong khu vực trung tâm thành phố Cẩm Phả. Phía Bắc giáp xã Dương Huy, phía Đông giáp phường Cẩm Thành, phía Tây giáp phường Cẩm Thủy, phía Nam là vịnh Bái Tử Long. Diện tích phường Cẩm Trung đã được mở rộng bằng cách lấn biển từ hơn 10 năm trước. Trong tương lai, phường Cẩm Trung sẽ được mở rộng diện tích rất lớn khi thành phố Cẩm Phả đã thông qua các dự án kinh tế xã hội của vùng.
Dân số Cẩm Trung năm 2016 là 16.751 người, mật độ dân số đạt 3303 người/km². Hầu hết, người Cẩm Trung đều mang dân tộc Kinh.
Cẩm Trung tập trung nhiều công trình, cơ quan, trường học và khu thương mại. Đường Tô Hiệu là hai con đường thương mại nhộn nhịp nhất trong địa bàn phường, trong đó khu chợ trung tâm Cẩm Phả (chợ Địa Chất) nằm dọc trên tuyến đường này.

## Địa điểm
| Danh sách các cơ quan hành chính trên địa bàn phường Cẩm Trung | Danh sách các cơ quan hành chính trên địa bàn phường Cẩm Trung | Danh sách các cơ quan hành chính trên địa bàn phường Cẩm Trung                |
| STT                                                            | Tên cơ quan                                                    | Địa chỉ                                                                       |
| -------------------------------------------------------------- | -------------------------------------------------------------- | ----------------------------------------------------------------------------- |
| 1                                                              | Trung tâm Hành chính công                                      | Ngõ 376, đường Trần Phú, phường Cẩm Trung, thành phố Cẩm Phả, tỉnh Quảng Ninh |
| 2                                                              | HĐND và UBND thành phố Cẩm Phả                                 | Số 376, đường Trần Phú, phường Cẩm Trung, thành phố Cẩm Phả, tỉnh Quảng Ninh  |
| 3                                                              | Thành ủy Cẩm Phả                                               | Số 374, đường Trần Phú, phường Cẩm Trung, thành phố Cẩm Phả, tỉnh Quảng Ninh  |
| 4                                                              | Công an thành phố Cẩm Phả                                      | Số 372, đường Trần Phú, phường Cẩm Trung, thành phố Cẩm Phả, tỉnh Quảng Ninh  |
| 5                                                              | TAND thành phố Cẩm Phả                                         |                                                                               |

| Danh sách các trường học trên địa bàn phường Cẩm Trung | Danh sách các trường học trên địa bàn phường Cẩm Trung | Danh sách các trường học trên địa bàn phường Cẩm Trung                             |
| STT                                                    | Tên trường học                                         | Địa chỉ                                                                            |
| ------------------------------------------------------ | ------------------------------------------------------ | ---------------------------------------------------------------------------------- |
| 1                                                      | Trường mẫu giáo Cẩm Trung                              | Số 59, đường Tô Hiệu, phường Cẩm Trung, thành phố Cẩm Phả, tỉnh Quảng Ninh         |
| 2                                                      | Trường tiểu học Cẩm Trung                              | Số 27, đường Bái Tử Long, phường Cẩm Trung, thành phố Cẩm Phả, tỉnh Quảng Ninh     |
| 3                                                      | Trường tiểu học Tô Hiệu                                | Số 2, ngõ 158, đường Tô Hiệu, phường Cẩm Trung, thành phố Cẩm Phả, tỉnh Quảng Ninh |
| 4                                                      | Trường THCS Trọng Điểm                                 | Số 25, đường Bái Tử Long, phường Cẩm Trung, thành phố Cẩm Phả, tỉnh Quảng Ninh     |
| 5                                                      | Trường THPT Lương Thế Vinh                             | Ba cơ sở khác nhau thuộc phường Cẩm Trung, thành phố Cẩm Phả, tỉnh Quảng Ninh      |